# Nightflight to Venus
Nightflight to Venus è il terzo album del gruppo tedesco Boney M., pubblicato nel 1978.

## Tracce

### Lato A
1. Nightflight to Venus (Frank Farian, Fred Jay, Kawohl) - 4:46
2. Rasputin (Farian, Jay, George Reyam) - 5:51
3. Painter Man (Eddie Phillips, Kenny Pickett) - 3:10
4. He Was a Steppenwolf (Farian, Jay, Stefan Klinkhammer) - 6:51
5. King of the Road (Roger Miller) - 2:36

### Lato B
1. Rivers of Babylon (Brent Dowe, Trevor McNaughton, Farian, Reyam) - 4:18
2. Voodoonight (Giorgio Sgarbi) - 3:31
3. Brown Girl in the Ring (tradizionale, arrangiamento di Farian) - 4:02
4. Never Change Lovers in the Middle of the Night (Mats Björklund, Keith Forsey, Jay)
5. Heart of Gold (Neil Young) - 4:00

## Formazione
- Liz Mitchell - voce
- Marcia Barrett - voce
- Frank Farian - voce
- Bill Swisher - voce narrante, vocoder
- The Rhythm Machine - orchestra
- Keith Forsey - batteria
- Nick Woodland - chitarra
- Mats Björklund - chitarra
- Gary Unwin - basso
- "Chico" de los Reyes - tastiere